# Amphisbetia minima
Amphisbetia minima är en nässeldjursart som först beskrevs av D’Arcy Thompson 1879.  Amphisbetia minima ingår i släktet Amphisbetia och familjen Sertulariidae. Inga underarter finns listade i Catalogue of Life.